# 권진수
권진수(혹은 진)은 미국의 드라마 로스트의 등장인물로 대니얼 대 킴이 연기하였다. 직업은 어부.

## 대한민국 인터넷 유행
로스트에서 권진수는 한국어를 사용하는 등장인물 중 한명으로 특이한 한국어 억양으로 인해 대한민국 누리꾼들로부터 관심을 받았다. 대한민국 누리꾼들에게 들리는 그의 대사 중에 대표적인 것은 “요태카지 날 미앵한 고야?”(여태까지 날 미행한 거야?), “왜 나 꽈찌쭈는 햄보칼 수가 업서!”(왜 나 권진수는 행복할 수가 없어!) 등이 있다.